# Laodamante (figlio di Alcinoo)
Laodamante (in greco antico: Λᾱοδάμᾱς? Lāodàmās) è un personaggio della mitologia greca, figlio del re Alcinoo dei Feaci e della moglie Arete.

## Mitologia
Laodamante fu protagonista di una vicenda narrata da Omero nel libro VII dell'Odissea e riguardante uno dei naufragi di Ulisse. 

Il padre Alcinoo diede la sedia di Laodamante ad Ulisse "da cui disse al figlio di dare il posto, valoroso Laodama, che gli si sedette accanto ed era il suo più caro". 

Laodamante era il più bello tra i Feaci e il miglior pugile nei giochi che si svolsero in onore di Ulisse. 
Lui ed i suoi fratelli Alio e Clitone furono anche i vincitori della gara di corsa tenutasi in onore di Ulisse.